# Legal Technology
Legal Technology (gebräuchlicher ist die Abkürzung Legal Tech) bezeichnet den Bereich der Informationstechnik, der sich mit der Automatisierung von juristischen Tätigkeiten befasst. Das Ziel dabei ist, die Effizienz des rechtlichen Arbeitens zu erhöhen. Begünstigt durch wachsende IT-Potenziale und Digital Natives auf dem Arbeitsmarkt steigt die Bedeutung von Legal Technology für das Rechtswesen seit einigen Jahren stetig.
Neben den forensischen juristischen Bereichen der Rechtsanwendung umfasst Legal Tech auch den Bereich der Gesetzgebung. Unter dem Begriff Digitalcheck wirbt der Nationale Normenkontrollrat für die Berücksichtigung digitaler Möglichkeiten bei der Gesetzesanwendung schon in der Gesetzgebung.

## Definition
Der Oberbegriff Legal Technology beschreibt zurzeit ein weites Spektrum verschiedener IT-Produkte: Sie eint der gemeinsame Bezug zu Rechtsdienstleistungen; wie und in welchem Maße sie dabei Anwälte unterstützen oder gar ersetzen, unterscheidet sie hingegen stark. Oliver Goodenough beispielsweise differenziert zwischen so genannten 1.0-, 2.0- und 3.0-Anwendungen.

### Legal Technology 1.0
Erstere bezeichnet Technik, vor allem Software, die Juristen und andere im Rechtswesen Tätige unterstützt. Damit sind beispielsweise verhältnismäßig etablierte IT-Systeme zur digitalen Dokumentenverwaltung, Software zur Büroorganisation, elektronischen Kommunikation (Mail, beA, Messenger etc.), Spracherkennung, juristische Fachdatenbanken zur Rechtsrecherche wie juris oder Beck-Online und E-Zeitschriften wie JurPC und LRZ gemeint. Ergänzt wird dieses klassische Repertoire neuerdings durch diverse Online-Dienste, die etwa sichere Webkonferenzen mit Mandanten ermöglichen, aber auch Cloud-Angebote. Auf dieser Stufe von Legal-Tech-Angeboten bewegen sich ferner IT-gestützte Fortbildungsmedien (Legal Education) wie Webinare und Video-Anleitungen.

### Legal Technology 2.0 (automatisierte Rechtsdienstleistungen)
2.0-Anwendungen ersetzen den Menschen, d. h. sie unterstützen ihn nicht nur, sondern führen einzelne Arbeitsschritte an seiner Stelle aus. Sie wirken sich daher deutlich disruptiver auf den Rechtsmarkt aus als Legal Tech 1.0. Grundlage für Legal Technology 2.0 sind oft maschinenlesbare Dokumentstrukturen und Inhalte, wie sie etwa mit LegalDocML.de für Dokumente der Rechtsetzung und Justiz in Deutschland entwickelt werden.
Anwendungsfelder der 2.0-Technologien bestehen inzwischen für nahezu alle Einzelschritte der juristischen Tätigkeit, von der Sachverhaltsermittlung über die automatische Erstellung juristischer Dokumente wie Verträge und Klageschriften bis zur abschließenden Klärung eines Rechtsstreits per Online-Dispute-Resolution. Ein Beispiel dafür im geschäftlichen Bereich (B2B) ist die Prüfung großer Mengen von Dokumenten mittels so genannter E-Discovery-Software. Ein Beispiel im Verbraucherbereich (B2C) sind automatisierte Rechtsdienstleistungen wie der Online-Dienst Flightright, der Entschädigungsansprüche von Flugreisenden anhand der von ihnen auf der Website eingegebenen Daten automatisiert prüft und eventuell festgestellte Forderungen mit automatisch generierten Schriftsätzen durchsetzt.

### Legal Technology 3.0 (smart contractsund künstliche Intelligenz)
Noch folgenreicher als 2.0-Anwendungen werden 3.0-Technologien eingestuft. Darunter werden IT-Lösungen gefasst, die es ermöglichen, nicht bloß einzelne Arbeitsschritte oder einfache, eng abgegrenzte Rechtsdienstleistungen autonom zu bewältigen, sondern das Berufsbild menschlicher Anwälte grundlegend zu verändern. Derzeit existieren noch wenige Legal-Tech-3.0-Anwendungen auf dem Markt, da ihre Entwicklung neuartig und komplex ist.
Mehrere Unternehmen fokussieren ihre Entwicklungsarbeit einerseits darauf, eine maschinenlesbare Sprache für rechtliche Dokumente wie Verträge (z. B. smart contracts) zu schreiben. Andere Unternehmen planen, ein mit künstlicher Intelligenz ausgestattetes Substitut für Anwälte zu programmieren. Ein erstes Zwischenergebnis stellt das auf IBM Watson gestützte Programm ROSS Intelligence dar, wenngleich seine Funktionalität noch sehr begrenzt ist.

### Abgrenzung zur Rechtsinformatik
Legal Technology überschneidet sich thematisch mit der Rechtsinformatik. Legal Technology ist der weitere Begriff, da er alle informations- und kommunikationstechnischen Mittel im Rechtswesen einschließlich digitaler Produkte und Dienstleistungen wie Online-Vermarktungsdienste umfasst. Bei der Rechtsinformatik handelt es sich dagegen um ein Forschungsgebiet, das sich vor allem mit der Automatisierung der Rechtsfindung (d. h. der Subsumtion) beschäftigt, also mit einem Teilbereich davon.

### Digitalcheck als Legal Tech im Gesetzgebungsverfahren
Legal Tech beschränkt sich nicht nur auf die Gesetzesanwendung, sondern umfasst auch Normgebung und Legistik
Ab Januar 2023 hat das Bundesinnenministerium die erste Fassung eines „Digitalchecks“ zur Verfügung gestellt. Am 30. August 2023 hat das Bundeskabinett Eckpunkte hierzu beschlossen. Der Digitalcheck sieht folgende fünf Prinzipien vor:
1. Die digitale Kommunikation muss sichergestellt werden, indem Regelungen z. B. technologieoffen formuliert und Medienbrüche vermieden werden.
2. Die Wiederverwendung von Daten und Standards muss ermöglicht werden (Registerdaten).
3. Der Datenschutz und die Informationssicherheit müssen gewährleistet werden, wozu Experten frühzeitig mit einzubinden sind.
4. Es sollen klare Regelungen für eine digitale Ausführung gefunden werden, das heißt, dass Regelungen verständlich und möglichst mit einheitlichen Rechtsbegriffen formuliert sind.
5. Neue Regelungsvorhaben sollen eine Automatisierung ermöglichen. Hierfür ist die Einbindung von IT-Fachexperten angeraten, um umsetzbare rechtliche Voraussetzungen für automatisierte oder antragslose Verfahren und klare Entscheidungsstrukturen zu schaffen.

### Digitale Regelungen und Gesetzgebungstechnik - Legal Tech mit Parallelen zwischen Gesetzgebung und Coding
Nach Niklas Luhmann befindet sich im Zentrum des Rechtssystems das rechtlich-gerichtliche Entscheiden, während sich die Gesetzgebung und die alltäglichen Operationen des Rechts, Verträge, formale und informelle administrative Akte an der Peripherie befinden. Jedenfalls gibt es zwischen Programm-Code in Software und rechtlichen Regelungen die Parallele, dass jeweils mit Regeln Wirkungen erzeugt werden sollen. Bei Software gibt der Code die Programmfunktion vor, im Recht regeln die Vorschriften ihren Gegenstand. Analyseansätze des Rechtssystems in den USA mit Werkzeugen der Software-Analyse unterfallen auch Legal Tech. Die Autoren von Law is Code: A Software Engineering Approach to Analyzing the United States Code führen dazu aus, das das geltende Recht insgesamt von keiner einzelnen Person überblickt und verstanden werden kann. Software-Entwickler stünden häufig vor der Herausforderung große Mengen strukturierter Anweisungen, Regelungen und bedingter Anordnungen zu verstehen und zu organisieren. Entsprechend wurden ihre Methoden und Vorgehensweisen auf knapp 100 Jahre Rechtsentwicklung in den USA eingesetzt.
Fraglich ist, ob die digitale Bereitstellung rechtlicher Regelungen in www.gesetze-im-internet.de schon als Legal Tech verstanden werden kann. Tatsächlich liegt diesem – vermeintlich – digitalen Angebot nur eine Sammlung von unstrukturierten Texten des Bundesamtes für Justiz zugrunde. Die Umwandlung dieser Texte in strukturierte Daten, die auch digitale Analysen ermöglichen würde, könnte dagegen unter Legal Tech zu subsumieren sein.
Die digitale Analyse der Rechtsbestände, die nicht nur die rechtlichen Regelungen, sondern auch die sie weiter ausgestaltenden gerichtlichen Entscheidungen umfassen müsste, ist ebenfalls unter Legal Tech zu verstehen.
Der Bedarf an methodischer und analytischer Durchdringung des geltenden Rechts steht außer Frage. Die Gesetzgebung ist seit Jahren von einem starken Anstieg der Regelungen geprägt. So stieg die Zahl der geltenden Einzelregelungen vom 1.1.2014 bis 1.1.2024 um etwa 18 %. Neben diesem stark quantitativem Anstieg an Regelungen ist der Gesetzgebungsstil ist nach der Analyse von Prof. Oliver Lepsius zunehmend von Vollregelungen geprägt. Bei dieser Form der Regelung verbleibt der Verwaltung kaum oder kein Spielraum beim Vollzug der Regelungen. „Wird hingegen die Subsumtionsnotwendigkeit reduziert, weil Tatbestände detaillierter und Rechtsfolgen eindeutiger werden, wird der individuell-konkrete Normvollzug stereotyper, so dass die Vollzugsvarianz abnimmt, so reduzieren sich die Verhaltensalternativen. Freiheit wird daher nicht nur durch das materielle Recht gewährleistet, sie ist nicht nur eine Frage eingeräumter Abwehrrechte, sondern, was häufig vernachlässigt wird, sie ist auch die praktische Folge der vollziehenden Normenkonkretisierung.“

## Entwicklung
Wie andere Branchen hat die juristische Praxis ab den 1970er Jahren PCs in ihre Arbeitsabläufe integriert. Anfangs machte sie vorrangig von Textverarbeitungsprogrammen Gebrauch. Mit der Gründung des Kanzleisoftwareanbieters RA-Micro durch Peter Becker im Jahr 1982 und des E-Learning-Startups Jus2click durch Jochen Brandhoff im Jahr 1999 entstanden die ersten rechtspezifischen Softwareangebote. Ebenfalls 1999 ordnete der Gesetzgeber das Berufsrecht neu und hob das sog. Lokalisationsgebot auf. Bis dahin durften Anwälte Prozesse nur in dem Landgerichtsbezirk führen, in dem sie zugelassen waren. Dadurch und durch die zunehmende Verbreitung des Internets konnten Anwälte einen immer größeren Markt erreichen, was ihre Investitions- und Innovationsbereitschaft erhöhte. Dies beschleunigte die Entwicklung rechtsspezifischer Software und Anfang des Jahrtausends entstanden die ersten Online-Datenbanken zur Rechtsrecherche und weitere Kanzleiorganisationssysteme.
Seit 2014 wächst die Zahl der Start-ups in der Branche schneller. Bis Mitte 2016 wuchs sie weltweit auf 550 Unternehmen; die meisten davon entstanden in den Vereinigten Staaten. In Deutschland existierten 2015 nur etwa 20 Legal-Tech-Unternehmen; 2016 waren es bereits 33. Eine aktuelle Übersicht über alle relevanten Unternehmen der Branche gibt der Techindex Law der Stanford University ab.
Der Begriff Legal Tech als Kurzbezeichnung für die Legal Technology Branche etablierte sich erst zu Beginn der 2010er Jahre in Deutschland; erste wissenschaftliche Veröffentlichungen zum Thema folgten 2014. Zuvor war der Begriff zunächst hauptsächlich in den USA gebräuchlich und betitelte hier insbesondere die jährliche Messe „Legal Tech New York“.
Inzwischen existieren mit Veranstaltungen wie der Kongressmesse Legal Revolution in der Messe Nürnberg fest installierte Treffpunkte der wachsenden Branche. Außerdem hat sich mit der European Legal Technology Association 2016 ein erster Branchenverband in Europa gegründet. Seit 2017 existiert an der Juristischen Fakultät der Universität Heidelberg darüber hinaus das Promotionskolleg „Digitales Recht“. An der Uni Bayreuth können Jurastudenten ein Zusatzstudium Informatik und Digitalisierung (DigiZ) absolvieren. Inzwischen veranstalten auch zahlreiche andere deutsche Universitäten zumindest einzelne Vorlesungen und Seminare zu Frage der Legal Technology. Die juristische Fakultät der Universität Passau bietet seit dem WS 2020/21 als erste juristische Fakultät in Deutschland einen Bachelorstudiengang Legal Tech (LL.B. Legal Tech) an.
Online-Plattformen zur Dispute-Resolution wurden bislang vor allem in den Vereinigten Staaten und Frankreich eingerichtet, um Auseinandersetzungen mit geringem Streitwert effektiv schiedsgerichtlich beizulegen.
Seit 2022 verleiht der Deutsche Anwaltverein alle zwei Jahre den „Legal Tech Kanzleipreis“ an innovative Rechtsanwälte oder Kanzleien, die technologie-getriebene Lösungen entwickeln und/oder aufgreifen.

## Ziele und Potenziale
Soweit Legal-Tech-Produkte Anwälte nicht nur in ihrer bisherigen Arbeit unterstützen, sondern Rechtsdienstleistungen teilweise oder vollständig automatisieren, wird ihnen das Potenzial zugesprochen, die Funktionsweise der juristischen Branche im Ganzen zu beeinflussen. Anlass zu dieser Erwartung geben die immensen Effizienzsteigerungen, die man sich davon verspricht, in Standardverfahren den nötigen menschlichen Arbeitseinsatz zu reduzieren und damit unter anderem die Kosten, die Dauer und nicht zuletzt die Fehleranfälligkeit zu senken.
Rechtsdienstleister erhoffen sich hiervon insbesondere einen sinkenden Personalbedarf für ihr derzeitiges Leistungsspektrum. Mandanten erwarten ihrerseits, dass sich der mit Legal-Tech realisierbare Effizienzzuwachs künftig in den Rechtsberatungsgebühren widerspiegelt. Makroökonomisch prognostiziert daher beispielsweise Breidenbach eine „Industrialisierung“ des Rechtsdienstleistungsmarktes, bei der juristische Standardleistungen künftig preiswert automatisiert erbracht werden, während Anwälte sich eher auf Boutique-Lösungen für Spezialfälle konzentrieren.
Als Langzeiteffekt verspricht man sich hiervon, breiteren Schichten von Verbrauchern und Kleinunternehmern einen durchgängig bezahlbaren Zugang zu Rechtsbeistand zu verschaffen. Einer Studie der American Bar Association zufolge fehlt ein solcher bisweilen noch 80 % der US-Bevölkerung. In Deutschland geht man von bis zu 70 % der Bevölkerung aus.
Langfristig könnte Legal Technology ferner dazu beitragen, das Gerichtswesen effizienter und Entscheidungen objektiver zu gestalten. Mit der Online-Dispute-Resolution haben dahingehende Bemühungen bereits die Schiedsgerichtsbarkeit erfasst.